# Neidhart von Reuenthal

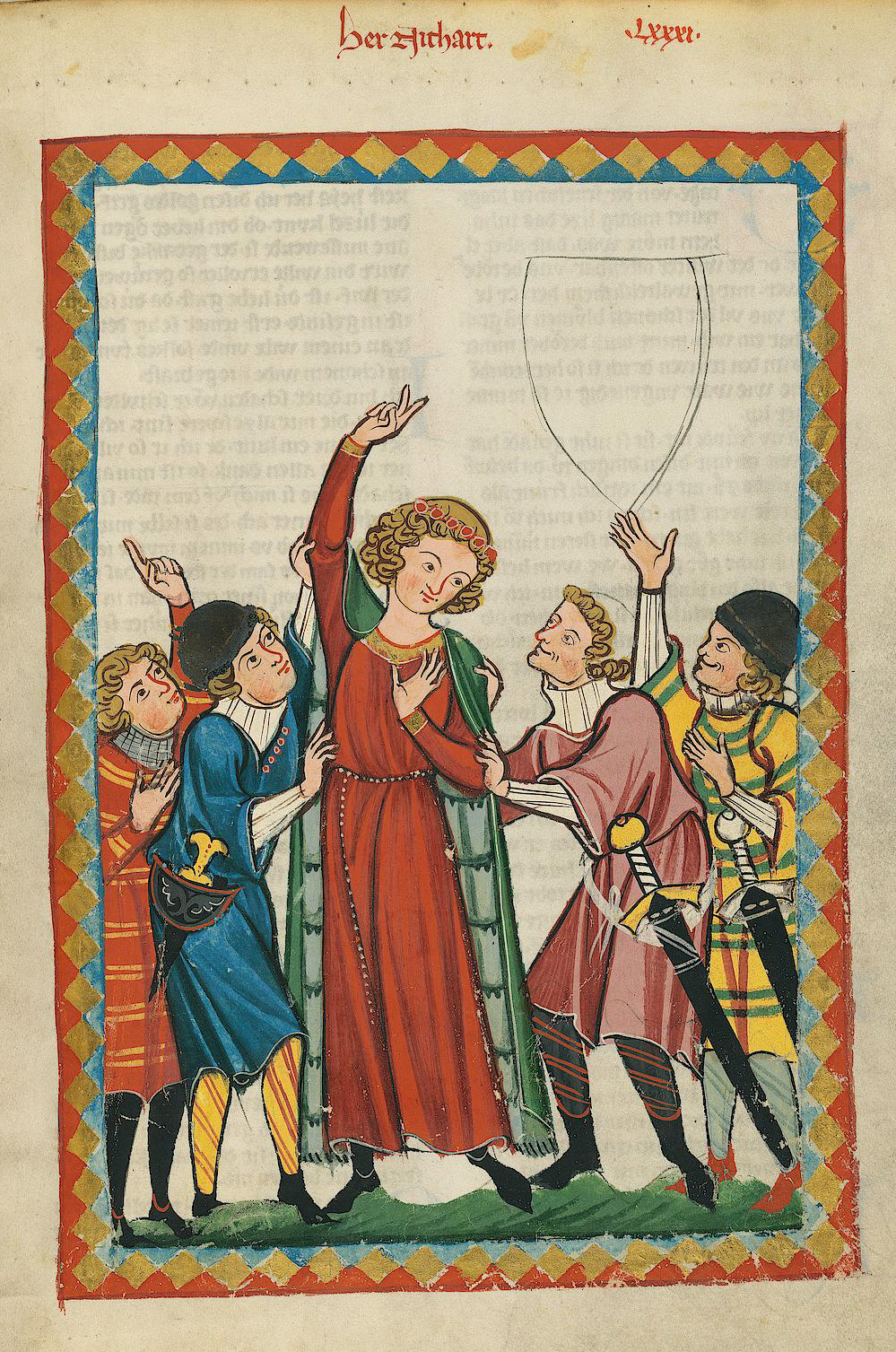
Neidhart ukazany w Codex Manesse

Neidhart, zwany Neidhartem von Reuental (pierwsza poł. XIII w.) – jeden z najwybitniejszych i najpłodniejszych niemieckojęzycznych lirycznych poetów średniowiecza. Pozostało po nim 56 do 132 pieśni i 55 melodii. Różnorodne odpisy jego utworów i utworów w tak zwanym „stylu Neidharta” cieszyły się dużą popularnością w ówczesnych czasach. Twórca tzw. „höfische Dorfpoesie” (poezji dworsko-wiejskiej).

## Życiorys
Sam Neidhart określał siebie jako rycerza. Pochodził prawdopodobnie z Bawarii. Urodził się ok. 1180 r. i zmarł przed 1246 rokiem (prawdopodobnie w 1240 roku). Wolfram von Eschenbach wspomina go już w 1217 r. w Willehalm. Oznacza to, że już ok. 1215 r. był znany. Na podstawie miejsc wzmiankowanych w jego pieśniach, jak również używanych form językowych można stwierdzić, że w pierwszym okresie tworzył w rejonie bawarsko-salzburskim. Możliwe, że arcybiskup Salzburga Eberhard von Regensberg był jego protektorem. W późniejszych pieśniach, Neidhart nazywa swoim protektorem księcia Fryderyka II Bitnego (Friedrich II von Österreich, panował od 1230 r.), od którego otrzymał dom w Lengenbach (dzisiaj Neulengbach, Altengbach ok. 30 km od Wiednia). Uważa się, że Bauernlümmel, które występuje w jego pieśniach, znajduje się w okolicach Tullnerfeld (również koło Wiednia). Na podstawie tego można określić jego późniejsze miejsce, jak i czas twórczości.
Nazwiska i pochodzenia poety nie udało się jednoznacznie ustalić. W średniowiecznych manuskryptach nazywany był tylko „Nithart” (Kleine Heidelberger LiederhandschriftK), „Her Nithart” (Codex Manesse), „(Her) Neithart” (Hss.R,c), „Nythardus” (Hs.fr). Do XV wieku Neidhart pojawia się tylko jako Nithart.
Być może Nithart był jedynie pseudonimem. Słowo nithart w średniowieczu oznaczało osobę zazdrosną, a nawet diabła, a „Reuental” (Riuwental) można przetłumaczyć np. jako Dolina Płaczu (Jammertal).

## Grób Neidharta
Grób Neidharta w Wiedniu; sarkofag z nagrobkiem znajduje się w południowej części katedry św. Szczepana w Wiedniu. Sarkofag ten mieści według najnowszych badań dwa szkielety, jeden datowany na 1110-1260, a drugi na 1340-1400. Ani na grobowcu, ani na nagrobku nie znaleziono jakichkolwiek napisów, które mogłyby wyjaśnić, czy faktycznie chodzi tu o szkielet Neidharta i żyjącego w XIV w. jego następcy.

## Dzieła
Poematy Neidharta składają się z pieśni lirycznych i interpretować je można tylko na podłożu tradycyjnych minnesang (miłosne pieśni dworskie), chociaż już we właściwym sensie do nich nie należą, a należą do tzw. „Gegengesang” (kontrpieśni). Postacie i tematyka dworskich pieśni jest przez niego parodiowana i odbywa się w wiejskiej scenerii z udziałem chłopów.
Dzieło Neidharta dzieli się na dwie części (co pojawia się po raz pierwszy w liryce w jego czasach) letnią (Sommerlied) i zimową (Winterlied).
Ponad 200 pieśni przetrwało do naszych czasów jako pieśni Neidharta, niektóre z nich z melodią. Przyjmuje się jednak, że jedna trzecia z nich nie jest napisana przez niego. Główną postacią pieśni przeważnie jest „rycerz z Riuwental”. Pieśni zawierają pełną humoru krytykę ówczesnego społeczeństwa.
Neidhart jest kronikarzem wschodzącego chłopstwa i upadku rycerstwa. Utwory nie były śpiewane przed wiejską publicznością, ale na dworach ku uciesze dworskiej publiczności i potwierdzały swoją niechęć wobec bezczelnego tłumu. Następstwem tego było zaatakowanie przez chłopów grobu Heidharta w Wiedniu.
„Pieśni letnie” są po prostu pieśniami miłosnymi (Minne), w których rycerz występuje jako amant ubiegający się o dziewczynę chłopską na wiejskich tańcach i przy tej okazji rozprawić się musi z chłopcami pochodzenia chłopskiego. Są to rozmowy córki i matki lub przyjaciółek. Rozmowy przyjaciółek toczą się wokół pytania, jak zdobyć życzliwość rycerza z Ruiwental. „Rozmowa matki i córki przebiega mniej więcej w ten sposób: córka chce iść na tańce, aby tam bawić się z przyjaciółkami. Matka jest temu przeciwna, ponieważ jest wiele pracy w domu i czyha tam na nią wiele niebezpieczeństw. Córka jednak wie, że tam oprócz młodzieńców ze wsi czeka także na nią rycerz z Reuental. Matka ostrzega ją przed rycerzami, którzy szukają tylko uciechy, po czym dziewczyna zostaje porzucona, zhańbiona, a czasem jeśli ma pecha – z dzieckiem. Gdyby miała się koło dzierżawcy, wzbogaciła by się i zrobiła dobrą partię. Dziewczynie jednak rządca się nie podoba, ponieważ śmierdzi oborą i kozami i wierzy, że może dostać kogoś lepszego. Nierzadko kończy się rozmowa rękoczynami. Czasem role się zmieniają, tzn. córka wykazuje rozsądek, a mama popycha ją ku przygodzie”.
„Pieśni zimowe” przedstawiają nie tylko „zimno i obumarłą przyrodę, ale także ludzką głębie. Gdy ubolewa, że służył swojej pani – nie tylko jako realnej damie dworu, ale także „pani świata” bez zapłaty znajduje do tego wzruszające słowa i stosowną melodię, która ma udział w jego rozpaczy. Podczas gdy inni śpiewacy (Minnesänger) popierają wyprawy krzyżowe on przedstawia realnie powszedni dzień żołnierza-pielgrzyma i tęsknotę za wiosennymi dniami kiedy śpiewał o Gimpel-Gempel”.

## Freski – Neidhart
Freski prezentujące sceny z pieśni i życia Neidharta von Reuental, pochodzące z XIV wieku, a odkryte w 1979 roku, można podziwiać w Wiedniu w budynku przy ul. Tuchlauben 19.